# Wallace Ridge
Wallace Ridge ist eine Siedlung auf gemeindefreiem Gebiet im Catahoula Parish im US-amerikanischen Bundesstaat Louisiana. Zu statistischen Zwecken ist der Ort zu einem Census-designated place (CDP) zusammengefasst worden. Das U.S. Census Bureau hat bei der Volkszählung 2020 eine Einwohnerzahl von 572 ermittelt.

## Geografie
Wallace Ridge liegt im mittleren Norden Louisianas am Tew Lake, einem ehemaligen Arm des Ouachita River. Dieser gehört über den Red River zum Stromgebiet des Mississippi, der 50 km östlich von Wallace Ridge die Grenze Louisianas zum benachbarten Bundesstaat Mississippi bildet.
Die geografischen Koordinaten von Wallace Ridge sind 31°42′35″ nördlicher Breite und 91°49′38″ westlicher Länge. Der Ort erstreckt sich über eine Fläche von 19,33 km², die sich auf 18,13 km² Land- und 1,2 km² Wasserfläche verteilen.
Nachbarorte von Wallace Ridge sind Harrisonburg (7,4 km nördlich) und Jonesville (9,9 km südlich).
Die nächstgelegenen größeren Städte sind Shreveport (259 km westnordwestlich), Arkansas’ Hauptstadt Little Rock (385 km nördlich), Mississippis Hauptstadt Jackson (221 km ostnordöstlich), Louisianas Hauptstadt Baton Rouge (199 km südsüdwestlich) und Lafayette (210 km südlich).

## Verkehr
In Walace Ridge treffen die Louisiana Highways 124 und 923 zusammen. Alle weiteren Straßen sind untergeordnete Landstraßen, teils unbefestigte Fahrwege sowie innerörtliche Verbindungsstraßen.
Der nächste Flughafen ist der 95,3 km südwestlich gelegene Alexandria International Airport in Alexandria.

## Bevölkerung
Nach der Volkszählung im Jahr 2010 lebten in Wallace Ridge 710 Menschen in 281 Haushalten. Die Bevölkerungsdichte betrug 39,2 Einwohner pro Quadratkilometer. In den 281 Haushalten lebten statistisch je 2,53 Personen.
Ethnisch betrachtet setzte sich die Bevölkerung zusammen aus 96,9 Prozent Weißen, 2,5 Prozent Afroamerikanern, 0,1 Prozent (eine Person) amerikanischen Ureinwohnern sowie 0,1 Prozent aus anderen ethnischen Gruppen; 0,3 Prozent stammten von zwei oder mehr Ethnien ab. Unabhängig von der ethnischen Zugehörigkeit waren 0,1 Prozent der Bevölkerung spanischer oder lateinamerikanischer Abstammung.
22,7 Prozent der Bevölkerung waren unter 18 Jahre alt, 61,5 Prozent waren zwischen 18 und 64 und 15,8 Prozent waren 65 Jahre oder älter. 47,6 Prozent der Bevölkerung waren weiblich.
Das mittlere jährliche Einkommen eines Haushalts lag bei 43.464 USD. Das Pro-Kopf-Einkommen betrug 19.331 USD. 24,4 Prozent der Einwohner lebten unterhalb der Armutsgrenze.